# چغاگرگ
{جعبه اطلاعات روستای ایران
|نام‌رسمی=چغاگرگ
|روی‌نقشه= 
|عرض‌جغرافیایی=
|طول‌جغرافیایی=
|تصویر= 
|اندازه‌تصویر= 
|برچسب‌تصویر= 
|استان=لرستان
|شهرستان=الیگودرز
|بخش= بخش بربرود غربی
|دهستان=چغاگرگ
|نام‌محلی=
|نام‌های‌دیگر=
|نام‌های‌قدیمی=
|سال‌بنیاد= 
|جمعیت= 804 نفر
|رشدجمعیت=
|تراکم‌جمعیت=
|زبان=بختیاری
|مذهب=
|مساحت=
|ارتفاع= 2233متر
|میانگین‌دما=
|میانگین‌بارش‌سالانه=
|شمارروزهای‌یخبندان=
|کد آماری    =۲۱۶۴۹۱
|ره‌آورد=
|پیش‌شماره=۰۶۶
|وب‌گاه=
|جمله‌خوشامد=
|پانویس=
}}
چغاگرگ، روستایی از توابع بخش بربرود غربی شهرستان الیگودرز در استان لرستان ایران است.
فاصله این روستا تا مرکز شهرستان الیگودرز 38کیلومتر می باشد. 
در بخش جنوبی این روستا تپه ای باستانی قرار دارد که بزرگان و ریش سفیدان این روستا بر این باورند که نام روستا از این تپه گرفته شده، آنها می گویند بخش اول اسم روستا چغا از همین  تپه گرفته شده، اما درباره ی بخش دوم اسم روستا یعنی گرگ، نظری واحد ندارند. عده ای از اهالی بر این باورند که نمادی از گرگ در زیر تپه روستا دفن است و عده ای دیگر می گویند که به دلیل اینکه در گذشته حیوان گرگ زیادی در روستا بوده باعث شده که اسم روستا ترکیبی از چغا+گرگ شود و به همین دلیل به این اسم نام گذاری گردیده است.  
دشت لاله های واژگون و رودخانه مورزرین در جنوب غربی این روستاست.
بیشه دورک و چشمه ی سردآب در جنوب این روستا در دامنه ی کوه قالیکوه واقع گردیده است. 
روستاهای خلیل آباد و آباریک در غرب این روستا و  روستای دهنوآلیگر در شمال این روستا قرار دارند.

## جمعیت
این روستا در دهستان بربرود غربی قرار دارد و براساس سرشماری مرکز آمار ایران در سال ۱۳۸۵، جمعیت آن ۱۷۳ نفر (۳۳خانوار) بوده‌است.